# أكسل بيرسون
أكسل بيرسون (بالسويدية: Axel W. Persson)‏ هو دراج سويدي، ولد في 23 يناير 1888 في إسكيلستونا في السويد، وتوفي في 2 سبتمبر 1955 في Västerhaninge ‏ في السويد.

## وصلات خارجية
- أكسل بيرسون على موقع أرشيف الدراجات (الإنجليزية)
- أكسل بيرسون على موقع أوليمبيديا (الإنجليزية)
- أكسل بيرسون على موقع اللجنة الأولمبية السويدية (السويدية)